# Oberpleichfeld
Oberpleichfeld – miejscowość i gmina w Niemczech, w kraju związkowym Bawaria, w rejencji Dolna Frankonia, w regionie Würzburg, w powiecie Würzburg, wchodzi w skład wspólnoty administracyjnej Bergtheim. Leży około 15 km na północny wschód od Würzburga, nad rzeką Pleichach, przy linii kolejowej Würzburg - Schweinfurt - Bamberg.

## Demografia
| Rok  | Liczba mieszk. |
| ---- | -------------- |
| 1970 | 834            |
| 1987 | 908            |
| 2000 | 1 046          |
| 2005 | 1 040          |

## Polityka
Wójtem od 2002 jest Franz Olbrich (CSU). Jego poprzednikiem był Josef Jandl.

## Oświata
(na 1999)

W gminie znajduje się 50 miejsc przedszkolnych (z 42 dziećmi).